# Diocèse d'Azul
Le diocèse d'Azul (en latin : Dioecesis Azulensis ; en espagnol : Diócesis de Azul) est un diocèse de l'Église catholique en Argentine, suffragant de l'archidiocèse de La Plata.

## Territoire
Il comprend quinze arrondissements de la province de Buenos Aires : Ayacucho, Azul, Benito Juárez, Bolívar, General Alvear, General La Madrid, Laprida, Las Flores, Olavarría, Rauch, Roque Pérez, Saladillo, Tandil et Tapalqué.
Son territoire possède une superficie de 64 510 km2 divisé en 43 paroisses. Le siège épiscopal est dans la ville d'Azul où se trouve la cathédrale de Notre-Dame du Rosaire.

## Histoire
Le diocèse est érigé le 20 avril 1934 par la constitution apostolique Nobilis Argentinae nationis du pape Pie XI en prenant sur le territoire du diocèse de La Plata qui est élevé le même jour au rang d'archidiocèse métropolitain.
Il cède une portion de son territoire le 11 février 1957 pour l'érection du diocèse de Nueve de Julio.
Par la lettre apostolique Ecclesiae filii du 2 août 1957, le pape Pie XII décrète que la Vierge Marie honorée sous le vocable de Notre-Dame du Rosaire est la patronne principale du diocèse avec saint Sérapion comme patron secondaire.
Nommé suffragant de l'archidiocèse de Buenos Aires lors de sa création, il intègre la province ecclésiastique de l'archidiocèse de La Plata le 10 avril 1961 en vertu de la constitution apostolique Nobilis Argentina Respublica du pape Jean XXIII.

## Évêques
- César Antonio Cáneva (13 septembre 1934 - 25 mai 1953)
- Antonio José Plaza (28 août 1953 - 14 novembre 1955) nommé archevêque de La Plata
- Manuel Marengo (22 septembre 1956 - 14 avril 1982)
- Emilio Bianchi di Cárcano (14 avril 1982 - 24 mai 2006)
- Hugh Manuel Salaberry Goyeneche, S.J, depuis le 24 mai 2006